# Heidenröslein
Heidenröslein (Duits voor Heideroosje) is een gedicht van Johann Wolfgang von Goethe (1749-1832). Het werd voor het eerst anoniem gepubliceerd in 1773. In 1789 werd het gepubliceerd onder Goethes naam. Het werd getoonzet door Franz Schubert (D 257) in 1815. De bekendste vertolking is van Heinrich Werner uit 1829.

## Geschiedenis
Heidenröslein behoort samen met Wandrers Nachtlied en Erlkönig tot de bekendste gedichten van Goethe. Het vers werd rond 1770 door Goethe, destijds rechtenstudent te Straatsburg, geschreven en staat bekend als een van zijn Sessenheimer Lieder. In die tijd had de 21-jarige student een gepassioneerde liefdesrelatie met Friederike Brion, de dochter van een dominee uit Sessenheim. 
Wanneer het gedicht precies geschreven is, is onzeker. Voor een veel vermeld jaar, 1771, bestaat geen bewijs. Het gedicht is pas gepubliceerd onder zijn naam in 1789. Goethe schreef zelf over zijn gedichten in en om Sessenheim geschreven: „Unter diesen Umgebungen trat unversehens die Lust, zu dichten, die ich lange nicht gefühlt hatte, wieder hervor. Ich legte für Friederiken manche Lieder bekannten Melodien unter. Sie hätten ein artiges Bändchen gegeben; wenige davon sind übriggeblieben, man wird sie leicht aus meinen übrigen herausfinden." (J.W.Goethe, Dichtung und Wahrheit, Dritter Teil, elftes Buch)
Goethe was niet wars van mystificatie van zijn arbeidsgeschiedenis. De tekst van Heidenröslein verscheen voor het eerst in 1773 anoniem in Von Deutscher Art und Kunst van Johann Gottfried von Herder.

## Achtergrond
Rond 1770 verbleef Goethe in Straatsburg voor zijn studies. Tijdens deze periode onderhield hij een romantische relatie met Friederike Brion, een dochter van Johann Jakob Brion, de dominee van Sessenheim.
De relatie met Brion was van korte duur: reeds op 7 augustus 1771 bracht Goethe haar een afscheidsbezoek. Brion verkeerde echter in de overtuiging dat ze een koppel vormden, of misschien zelfs verloofd waren (de exacte details zijn onduidelijk; Goethes brieven aan Brion zijn verbrand door de zus van Brion na haar dood). Ze dacht dan ook dat zijn vertrek slechts tijdelijk zou zijn. Pas toen Goethe in Frankfurt was, stuurde hij haar een brief om het definitieve karakter van zijn vertrek duidelijk te maken. Brion antwoordde met een hartverscheurende brief.
Medio september 1779 bracht Goethe opnieuw een bezoek aan Sessenheim, waar hij naar eigen zeggen (in een brief aan zijn goede vriendin, Charlotte von Stein) beter ontvangen werd dan hij had verwacht. Hij en Brion haalden mooie herinneringen op aan hun tijd samen.

### Inspiratiebronnen
Er bestaan een reeks andere gedichten die lijken op het gedicht van Goethe. Het vroegste is Sie gleicht wol einem Rosenstock, een gedicht in een bundel uit 1602. Van Johann Gottfried von Herder stamt het volgende gedicht Die Blüte: 
| Ein Kinderlied Es sah ein Knab' ein Knöspgen stehn auf seinem liebsten Baume, das Knöspgen war so frisch und schön und blieb stehn es anzusehn und stand in süssem Traume. Knöspgen, Knöspgen frisch und schön. Knöspgen auf dem Baume. Der Knabe sprach: ich breche dich du Knöspgen süsser Düfte. Das Knöspgen bat: verschone mich denn sonst bald verwelke ich und geb dir nimmer Früchte. Knabe, Knabe, laß es stehn, das Knöspgen süsser Düfte. Jedoch der wilde Knabe brach die Blüte von dem Baume Das Blütchen starb so schnell darnach. Aber alle Frucht gebrach ihm auf seinem Baume Traurig, traurig sucht' er nach und fand nichts auf dem Baume. Brich nicht o Knabe nicht zu früh die Hoffnung süsser Blüte. Denn bald ach bald verwelket sie und denn siehst du nirgends nie die Frucht von deiner Blüte. Traurig, traurig suchst du sie zu spät, so Frucht als Blüte. |

Gezien de zowel inhoudelijk als formeel zeer sterke overeenkomst met Heidenröslein, en gelet op de nauwe betrekking tussen de beide dichters, moet Goethe dit gedicht gekend hebben. Heideröslein is evenals Erlkönig geen volkslied maar een kunstlied, geschreven door zowel een gekende dichter als componist. Maar de eenvoud en de vorm van een ballade van het gedicht leunen sterk tegen een volkslied aan. Goethe leerde in Straatsburg Herder kennen, zij schreven in 1973 samen het manifest Von deutscher Art und Kunst. Goethe moet door hem, de grote verzamelaar van volksliederen, geïnspireerd zijn verzen te schrijven in de trant van volksliederen. Ook het met Heidenröslein verwante gedicht Das Veilchen, uit 1873-74, geschreven voor zijn eerste Singspiel Erwin und Elmire, in 1875 uitgegeven, waarin ditmaal het mannelijk hart met een bloem wordt vergeleken die gekwetst wordt, valt in deze categorie. Net zoals het door Goethe in 1782 geschreven Erlkönig valt er moeilijk aan voorbij te gaan dat de inhoud onder het oppervlak van een sprookjesachtige gebeurtenis een gewelddadig seksuele strekking heeft.

### Analyse
Deze ballade ofwel de vertellende vorm van het gedicht in drie strofen van elk zeven regels, ofwel septetten, is voornamelijk geschreven in viervoetige trocheeën, combinaties van een beklemtoonde en daarna een onbeklemtoonde lettergreep, welke het metrum uitmaken.
Nadrukkelijk stijlmiddelen vormen de repetitio of herhaling ("Röslein, Röslein, Röslein rot”) en de anafoor, de herhaling van een beginwoord ("Röslein”) in opeenvolgende regels. Met name het gebruik van dit laatste stijlmiddel in de laatste twee regels van elke strofe doet denken aan het refrein na ieder couplet van een lied. Er is sprake van een strofenlied, waarbij melodie en begeleiding van elk van de drie strofen gelijk zijn. Die opeenvolging van strofen en refreinen zorgt aan de ene kant voor verhalende voortgang, en aan de andere kant voor een herhaling in de refreinen. Luisteraars willen de ontwikkeling volgen, maar willen ook een rustpunt om niet voortdurend geconcentreerd te hoeven blijven. Het wordt positief ervaren als het refrein al bij de tweede keer herkend wordt. Dit vergemakkelijkt het zingen, wat kenmerkend is voor het volkslied. Het rijmschema a b a a b c b van het gedicht is samen met het metrum voor iedere strofe gelijk.
De driestrofige ballade kent drie rollen, de verteller komt in de eerste en laatste strofe aan het woord, terwijl de dialoog tussen het heideroosje en de knaap zich in de midden strofe afspeelt. Deze onderverdeling binnen het gedicht krijgt ook zijn beslag in de compositie van het lied. 

### Vertolking
Schubert schreef het lied op 19 augustus 1815. Hij voegde nauwelijks een naspel of postlude toe. Zijn vertolking heeft hij gebaseerd op het duet van Papageno en Pamina Könnte jeder braver Mann uit de opera Die Zauberflöte van Mozart (1756-1791). Vele andere componisten hebben Heideröslein op muziek gezet. De populairste vertolking welke heden ten dage nog gezongen wordt, is van Heinrich Werner (1800-1833), voor het eerst opgevoerd in 1829, een jaar na Schuberts dood. Robert Schumann (1810-1856) toonzette het vers in 1840 en Franz Léhar componeerde het lied voor zijn operette Friederike uit 1928, die gebaseerd is op Friederieke. 
De eerste strofe wordt gekenmerkt door een eufore en gepassioneerde grondstemming door een vast ritme onderhouden. In de derde en laatste strofe waarin het conflict zijn beslag heeft gekregen, krijgt de stemming in de laatste twee regels enigszins het karakter van stilte na de storm. Zoals in het gedicht iedere strofe eenzelfde rijmschema en metrum kent, is ook de compositie van elk couplet identiek gehouden. 

## Tekst
| Originele tekst (1827) Sah ein Knab' ein Röslein stehn, Röslein auf der Heiden, War so jung und morgenschön, Lief er schnell es nah zu sehn, Sah's mit vielen Freuden. Röslein, Röslein, Röslein roth, Röslein auf der Heiden. Knabe sprach: ich breche dich, Röslein auf der Heiden! Röslein sprach: ich steche dich, Daß du ewig denkst an mich, Und ich will's nicht leiden. Röslein, Röslein, Röslein roth, Röslein auf der Heiden. Und der wilde Knabe brach 's Röslein auf der Heiden; Röslein wehrte sich und stach, Half ihm doch kein Weh und Ach, Mußt' es eben leiden. Röslein, Röslein, Röslein roth, Röslein auf der Heiden. | Vertaling Knaapje zag een roosje staan, Roosje op de heide, Was zo pril en keek hem aan, Snel is hij er heen gegaan, Hoezeer het hem verblijdde. Roosje, roosje, roosje rood, Roosje op de heide. Knaapje sprak: ik breek jou af, Roosje op de heide, Roosje sprak: ik steek voor straf, Dat je eeuwig weet hoe laf, En ik wil niet lijden. Roosje, roosje, roosje rood, Roosje op de heide. En het wilde knaapje brak 't Roosje op de heide; Roosje weerde zich en stak. 't Hielp haar niets hoe zij ook sprak, Moest er onder lijden. Roosje, roosje, roosje rood, Roosje op de heide. Vertaling August Agasi, 2022 |

De originele tekst komt uit de laatste uitgave in 1827.